# ストーリー漫画
ストーリー漫画（ストーリーまんが）は、日本の漫画の分類のひとつ。言葉自体に明確な定義はなく、発言者毎に「カートゥーンと対比して、複数ページにわたる程度の分量をそなえた漫画」、「四、八コマ漫画より自由なコマの組み合わせで、コマによる起承転結とは別のストーリーとしての起伏を持つもの (当初1980年代までは四コマストーリーという形式はなかった)」、「ギャグ漫画と対比して、シリアスなストーリーを持つ漫画」「手塚治虫の影響下にある戦後日本の漫画」など意味合いが異なっている。
手塚治虫が「ストーリー漫画の開祖」と言われるが、複数ページにわたるストーリーを描いた漫画は戦前の日本にも存在した。後述のように、手塚の影響下にある漫画を指すために「ストーリー漫画」という語が作られたのである。

## 概要
「ストーリー漫画」という言葉の正確な発祥時期は不明であるが、手塚治虫によると、手塚の漫画を指し示す言葉としてマスコミが使い始めた言葉であり、1950年代半ば（昭和20年代末）に業界内で使われはじめ、1955年（昭和30）頃から多用されるようになった。ちなみに手塚治虫自身は、当時「長編マンガ」と自らの作風を呼んでいた。当時は手塚自身パイオニアとしての自負をいだき、1967年の雑誌『COM』創刊号で「この雑誌において、ほんとうのストーリーまんがとはどういうものかを、わたしなりに示したいと思う」と語るなど、ストーリー漫画の牽引役であると自覚した発言をしていた。
デビュー当時の手塚は、『スピード太郎』や『正チャンの冒険』のようにいくら複雑なストーリーを長編で書いたところで、「漫画とは笑うためにある」という意識で作品自体に関係ないギャグを入れて、ドラマツルギーやキャラクターの感情の起伏を描かないでいるようでは「ストーリー」とは言えないだろうという信念のもと、他の誰もやっていなかった悲劇性を強く押し出した作品を執筆していた。先輩格の漫画家からは概ね不評であり、横井福次郎からは「そんな俗悪なものを描いていては大人になれない」と言われたという。
手塚自身は長編単行本の初期二作である『新宝島』『火星博士』は「まだ戦前の漫画本のにおいを残している」とし、劇的なプロローグや初めてアンハッピーエンドを導入するなどした第三作の『地底国の怪人』を「いわゆるストーリー漫画の第一作」と位置づけている。
なお、同様の漫画の事をうしおそうじは「マンガ物語」と呼んでいた。編集者の桑田裕は、当時「すじ漫画」と呼んでいたという証言を残している。

## 劇画との関係
上記のように作品自体に関係ないギャグを抜いてドラマチックにしあげたのが手塚の「ストーリー漫画」の特徴だったが、手塚に憧れて漫画を描き始め、貸本業界を主戦場に漫画家の活動をしていたある一派が、ストーリー漫画にはまだギャグやコミカルな部分が残っていると看做し、更にドラマ性を強調・純化させていった。それが劇画工房による劇画である。後に手塚治虫をスランプに追い込むことになる劇画であるものの、劇画発生当時手塚は非常に好意的であり、手塚は貸本雑誌にも連載を持っていた。当時、さいとう・たかを以外は全員手塚を神格化しているほどのファンだったという。

## 手塚治虫と通説
ストーリー漫画を確立したのは、1947年（昭和22年）に発表された手塚治虫（原作：酒井七馬）の赤本漫画『新宝島』であり、「映画的手法」を発明したのも手塚であるという通説が1970年代半ばまでには広く浸透し、1970年代後半に評論家の呉智英が『スピード太郎』などのほうが先に長編やってるし、映画的手法を取っていると指摘していたものの、一般に定着することはなかった。
1980年代末、手塚は上記のストーリー漫画と呼ばれるまでの経緯を説明。ストーリー漫画の元祖であることも映画的手法の先駆者であることも否定したが、ストーリー漫画の起源を手塚とする説が常識化した。
手塚自身は『「冒険ダン吉」や「スピード太郎」などのように、ただ話を追っていくだけの物語漫画なら、ぼくの目指すストーリー漫画ではなかった』と述べている。『内容に哲学的な深さをもたせ、人物の配置や構成に文学的な広がりを加える、かならずしも笑いは必要ではなく悲劇性、カタストロフィーも拒否しない』というのが手塚の主張であった。これは手塚が従来の児童漫画の枠を覆すために商業誌においては『地底国の怪人』から意識的に始めた手法であり（手法自体は中学生時代の習作である『私家版ロストワールド』にすでにその萌芽が認められる）、後には劇画でも当たり前の要素となった。
ヨーロッパなどではエルジェ（ベルギー）が1929年から『タンタンの冒険』を発表しているほか、トーベ・ヤンソン（フィンランド）が1947年から『ムーミン』を小説と並行する形で、ペヨ（ベルギー）が1958年から『スマーフ』をそれぞれ発表している。